# Юнгур
Юнгу́р — горная река в России, протекает по территории Республики Алтай. Устье реки находится в 44 км от устья реки Аргут, по её правому берегу. Длина реки составляет 36 км. Река протекает в долине Северо-Чуйского хребта.

## Притоки
(указано расстояние от устья)
- Акарык
- Сарыбель
- 8 км: Чибит
- Нижний Акарык
- Средний Акарык
- Верхний Акарык
- 20 км: Караоюк
- Чушкаоюк
- 22 км: Куранду
- 28 км: река без названия

## Туризм
Освоение туристами Аргута и его притоков началось в 1960-х годах. В 1970 году была проведена комплексная экспедиция бассейну Аргута под руководством В. И. Неуструева. В частности в отчёте экспедиции была дана очень осторожная оценка Юнгура как туристического объекта, причём преобладали характеристики типа «чрезвычайно трудно», «неприступный», «бесперспективный». Впервые водный маршрут по Юнгуру был пройден в 1987 году группой туристов-водников из Иванова под руководством В. Еремина..

## Данные водного реестра
По данным государственного водного реестра России относится к Верхнеобскому бассейновому округу, водохозяйственный участок реки — Катунь, речной подбассейн реки — Бия и Катунь. Речной бассейн реки — (Верхняя) Обь до впадения Иртыша.